# マッシモ・マッティオーリ
マッシモ・マッティオーリ （Massimo Mattioli 1943年9月25日 - 2019年8月23日） は、 イタリア人漫画原作者, 漫画家である 
来歴:

マッティオーリのキャリアは1965年に週刊漫画雑誌Il Vittoriosoで始まった, 最初の漫画はVermetto Sigh です. 
1967 年はロンドンに移り、そこでメイフェア誌に漫画を描きました. 1968 年から 1973 年までフランスに住んり, 誌Pif GadgetにM. Le magicienを作成しました.
イタリアに戻ると、 マッティオーリはIl Giornalino若者向け雑誌のために漫画ピンキーを創作した.
1977年から成人向け漫画を描き始め、彼は1982年に”かわいいホラー漫画”スクイク ヅ マオウスを描いた.